# Karl Caspar
Pour les articles homonymes, voir Caspar.
Karl Caspar, né le 13 mars 1879 à Friedrichshafen, et mort le 21 septembre 1956, est un peintre allemand qui vit et travaille principalement à Munich.

## Biographie
Karl Caspar naît le 13 mars 1879 à Friedrichshafen.
Il étudie à l'Académie des Beaux-Arts de Stuttgart et à l'Académie des Beaux-Arts de Munich. En 1904, Caspar devient membre de la Stuttgarter Künstlerbund (Association des artistes de Stuttgart), et en 1906, il rejoint la Deutscher Künstlerbund (Association des artistes allemands). En 1907, il épouse sa collègue peintre, amie d'enfance et voisine, Maria Filser. En 1913, il est membre fondateur de l'association d'artistes Münchener Neue Secession,, à laquelle appartiennent également des peintres tels qu'Alexej von Jawlensky, Adolf Erbslöh, Wladimir von Bechtejeff, Paul Klee, et Alexander Kanoldt. En 1919 il devient le président de l'association. Un point culminant de l'œuvre de Caspar est l'autel de la Passion de 1916/1917, situé dans la crypte de la cathédrale Notre-Dame
De 1922 à 1937 Caspar il est professeur à l'Académie des Beaux-Arts de Munich. Ses œuvres sont exposées à l'Exposition d'art dégénéré, organisée à Munich par les nazis en 1937. Par la suite, ses peintures et dessins d'inspiration chrétienne, influencés à la fois par l'impressionnisme et l'expressionnisme, sont retirés des musées et collections publiques allemands et/ou détruits, et il est contraint de quitter son poste d'enseignant. Cette même année (certaines sources disent que c'est en 1944, après la destruction de sa maison munichoise lors d'un bombardement), en raison de l'hostilité nazie, il s'installe avec sa famille à Brannenburg, où il est inhumé.
Dès 1946, Caspar est nommé professeur à l'Académie des Beaux-Arts de Munich. En 1948, il est l'un des membres fondateurs de l'Académie Bavaroise des Beaux-Arts. La même année, il participe à la Biennale de Venise. En 1950, il est décoré de l'Ordre du Mérite de la République Fédérale d'Allemagne. En 1952, il reçoit le premier prix d'art de la Haute-Souabe conjointement avec son épouse. En 1955, un an avant sa mort, il devient membre de l'Académie des Arts de Berlin.
Il compte parmi ses élèves Joseph Loher et Gretel Loher-Schmeck, qui appartiennent à la Génération Perdue, Fred Thieler, Richard Stumm et Peter Paul Etz.

## Collections publiques d'œuvres
Allemagne
- Museum Abteiberg, Mönchengladbach
- Musée Zeppelin

Pologne
- Musée Sztuki, Łódź

États-Unis
- Galerie Faulconer, Grinnell, Iowa
- Los Angeles County Museum of Art, Los Angeles, Californie

## Publications
- (de) Maria Caspar-Filser : Karl Caspar. Verfolgte Bilder, Albstadt, City Gallery, 1993 (ISBN 3-923644-53-1)
- (de) Köster, Karl Theodor, Köster-Caspar, Felizitas E. M., Karl Caspar. Das druckgraphische Werk. Gesamtverzeichnis. [« Karl Caspar. His printmaking work. Complete index. »], Sigmaringen, 1985 (ISBN 3-7995-3157-2)Released on the occasion of the exhibition "Karl Caspar: His printmaking work" in Langenargen Museum